# 内海巌
内海 巌（うつみ いわお、1907年〈明治40年〉9月7日 - 1987年〈昭和62年〉8月22日）は、日本の教育学者（社会科）。教育学博士。広島大学名誉教授。比治山女子短大教授。広島市立中央図書館長。日本ユネスコ協会連盟副会長。

## 経歴
大阪市北区樋之上町に生まれる。父・内海岩五郎、母・ツネの長男。1920年、大阪府三島郡高槻町立高槻尋常小学校卒業。1925年、京都府立京都第一中学校卒業。
1930年、広島高等師範学校卒業。1942年、広島文理科大学哲学科卒業。1945年、広島高等師範学校教授。1951年、広島大学教育学部教授。
1953年、全日本社会科教育学会を創設し初代理事長を務めた。1956年、文部省初等中等教育局視学官となる。1961年、広島大学教授となる。
1970年、「国際理解教育の研究 ユネスコ国際理解教育協同学校計画を中心として」で広島大学より教育学博士の学位を取得。1971年、定年退官、名誉教授、比治山女子短期大学教授。

## 人物
信条は「志は高く生活は簡素に」。趣味は読書、旅行、登山、謡曲。宗教は真宗。住所は広島県広島市皆実町1丁目、同市翠町、同市牛田中2丁目。

## 家族・親族
内海家
- 妻[2]
- 長男[2]
- 二男[2]
- 長女[2]
- 二女[2]

親戚
- 弟・内海義夫（経済学博士、桃山学院大学教授）[6]

## 著書
- 『社会科の新構想』光風教育ライブラリー 1955
- 『新制「道徳」概説 小学校中学校「道徳」実施要綱の解説を中心として』学芸出版社 1958
- 『社会科教育と能力開発』明治図書出版 1968
- 『道徳教育の課題』明治図書出版 道徳教育全書 1969
- 『社会科教育学の課題』内海巌博士頌寿記念論叢編集委員会編 明治図書出版 1971
- 『国際理解教育の研究 ユネスコ国際理解教育協同学校計画を中心として』第一法規出版 1973

### 共編著
- 『社会科教育序説』岡部充男共著 学芸出版社 1950
- 『小学校道徳指導計画の実例』編 明治図書出版 1959
- 『中学校社会科歴史指導の研究と実践』豊田武共監修 葵書房 1959
- 『道徳時間の指導記録』石崎庸共編 明治図書出版 1959
- 『道徳の時間をこう考える』編 光風出版 1959
- 『小学校道徳授業の研究』勝部真長,沢田慶輔共編 明治図書出版 1960
- 『道徳教育と社会科指導 道徳と社会科の関係をめぐって』小林信郎,朝倉隆太郎共著 光風出版 新制道徳教育双書 1960
- 『中学校社会科政経社指導の研究と実践』共著 葵書房 1962
- 『社会科の求める能力と評価』大阪市小学校教育研究会社会科研究部著 小林信郎,伊達完治共編 明治図書出版 1966
- 『道徳教育の基本課題』編著 第一法規出版 1974
- 『現代と仏教との対話』編 細川巌、西山邦彦、滝沢克己、星野元豊共著 東海大学出版会 1981

## 論文
- 内海巌「同族意識の成形--日本古代伝承の一試論」『史学研究』第42号、広島史学研究会、1950年12月、33-50頁、ISSN 03869342、NAID 40001509816。
- 内海巖「社會科における歴史學習」『社会科研究』第1巻、全国社会科教育学会、1953年、12-21頁、doi:10.20799/jerasskenkyu.1.0_12、ISSN 0289-856X、NAID 110007867601。
- クリー ロレツタ・イー, 内海巖「社会科の意義と重要性」『社会科教育論叢』第1巻、全国社会科教育学会、1953年、1-19頁、doi:10.20799/jerassb.1.0_1、ISSN 0289-8551、NAID 110007873887。
- 内海巌「社会科における基礎技能」『学校教育』第443号、広島大学附属小学校学校教育研究会、1954年9月、5-11頁、ISSN 02890828、NAID 40000486220。
- 内海巖「高校社會科の構想と教師の教養」『社会科研究』第3巻、全国社会科教育学会、1955年、32-37頁、doi:10.20799/jerasskenkyu.3.0_32、ISSN 0289-856X、NAID 110007867194。
- 内海巌「日本の社会科教育を育てる」『学校教育』第459号、広島大学附属小学校学校教育研究会、1956年1月、61-64頁、ISSN 02890828、NAID 40000485894。
- 内海巖「問題解決学習ということ : その入門的解説」『社会科研究』第5巻、全国社会科教育学会、1957年、2-6頁、doi:10.20799/jerasskenkyu.5.0_2、ISSN 0289-856X、NAID 110007867231。
- 内海巖, 皇晃之, 正月定夫「B 高等学校教育の問題点」『日本教育学会大會研究発表要項』第21巻、日本教育学会、1962年、278-280頁、doi:10.11555/taikaip.21.0_278、NAID 110001168763。
- 内海巖「社会科教育の基本問題」『社会科教育論叢』第11巻、全国社会科教育学会、1964年、1-9頁、doi:10.18992/socialstudies.1964.19_1、ISSN 0289-8551、NAID 110007873973。
- 内海巌, 上野実義, 永井滋郎, 藤井千之助「歴史意識の研究 : 高校生の歴史的思考力を中心として(研究調査報告)」『社会科教育論叢』第12巻、全国社会科教育学会、1965年、24-40頁、doi:10.20799/jerassb.12.0_24、ISSN 0289-8551、NAID 110007873983。
- 内海巌「責任感を育てる教師・妨げる教師 (責任感を育てる(特集))」『児童心理』第25巻第7号、金子書房、1971年7月、52-57頁、ISSN 0385826X、NAID 40001583480。
- 内海巌「諸外国における国際理解教育」『文部時報』第1160号、ぎょうせい、1974年1月、43-49頁、ISSN 09169830、NAID 40003652148。
- 内海巌「大学における養成を中心として」『日本比較教育学会紀要』第1977巻第3号、日本比較教育学会、1977年、16-20頁、doi:10.14884/jces1975.1977.16、ISSN 0287-1106、NAID 130004243663。
- 内海巌「国際理解教育の現状と基本的課題」『日本比較教育学会紀要』第1978巻第4号、日本比較教育学会、1978年、1-4頁、doi:10.14884/jces1975.1978.1、ISSN 0287-1106、NAID 130004243675。

- 大森照夫「内海巌（監修） 「中学校社会科政経杜指導の研究と実践」」『社会科教育研究』第1963巻第17号、日本社会科教育学会、1963年、57-59頁、doi:10.18992/socialstudies.1963.17_57、ISSN 0915-8154、NAID 130005178401。